# Olympische Sommerspiele 1972/Teilnehmer (Bolivien)
| Gelbes Symbol für Goldmedaillen mit stilisierten Olympischen Ringen | Graues Symbol für Silbermedaillen mit stilisierten Olympischen Ringen | Braundes Symbol für Bronzemedaillen mit stilisierten Olympischen Ringen |
| ------------------------------------------------------------------- | --------------------------------------------------------------------- | ----------------------------------------------------------------------- |
| —                                                                   | —                                                                     | —                                                                       |

Bolivien nahm an den Olympischen Sommerspielen 1972 in München mit einer Delegation von elf Sportlern (allesamt Männer) teil.

## Teilnehmer nach Sportarten

### Leichtathletik
- Lionel Caero
100 Meter: Vorläufe
Weitsprung: 34. Platz in der Qualifikation

- Crispin Quispe
10.000 Meter: Vorläufe
Marathon: 61. Platz

- Ricardo Condori
Marathon: 58. Platz

- Juvenal Rocha
Marathon: DNF

### Reiten
- Roberto Nielsen-Reyes
Springreiten, Einzel: 22. Platz

### Schießen
- Jaime Sánchez
Freie Scheibenpistole: 53. Platz

- Fernando Inchauste
Kleinkaliber, liegend: 86. Platz

- Eduardo Arroyo
Kleinkaliber, liegend: 91. Platz

- Armando Salvietti
Trap: 36. Platz
Skeet: 60. Platz

- Ricardo Roberts
Trap: 54. Platz

- Carlos Asbun
Skeet: 59. Platz